# Jessika Sundh
Jessika Sundh, född 9 juli 1974, är en svensk före detta fotbollsspelare.
Sundh representerade på klubbnivå Djurgårdens IF, och kunde spela både innerback och defensiv mittfältare. Hon spelade 16 A-landskamper (1 mål) för Sverige, och var med i Sveriges trupp i VM 1999.